# Митта, Александр Наумович
Алекса́ндр Нау́мович Митта́ (настоящая фамилия — Рабинович; 28 марта 1933, Москва — 14 июля 2025, Москва) — советский и российский кинорежиссёр, сценарист, кинопродюсер и актёр. Народный артист Российской Федерации (2004).

## Биография
Родился 28 марта 1933 года в Москве, в семье инженера автозавода Наума Яковлевича Рабиновича и Ливши (Липы) Израилевны Каплан, родом из Зельвы. Судьба родителей была трагичной: отец многократно избегал репрессий, в то время как мать провела годы в лагерях. У него была старшая сестра Елена Ландор, в браке Аграчёва, 1926—?, от первого брака матери, инженер-химик. Племянник историка-американиста Вениамина Израилевича Лана (Каплан, 1902—1990) и заместителя наркома земледелия СССР Арона Израилевича Гайстера. По одной версии, в качестве псевдонима Митта взял фамилию одного из родственников со стороны матери, по другой — фамилию своей однокурсницы по Московскому строительному институту Нарспи Митты, дочери чувашского поэта Василия Митты. Есть мнение, что псевдоним Митта появился как необходимость подписывать свои иллюстрации в детском журнале «Весёлые картинки», такой шарж на самого себя, который закрепился потом, митта — это термин, обозначающий погребальные носилки ортодоксального еврея при обряде погребения.
Окончил инженерно-строительный факультет МИСИ имени В. В. Куйбышева (1955), где его учителем был архитектор К. С. Мельников; состоял в студенческом отряде. Затем работал графиком-карикатуристом в юмористических и литературно-художественных журналах.

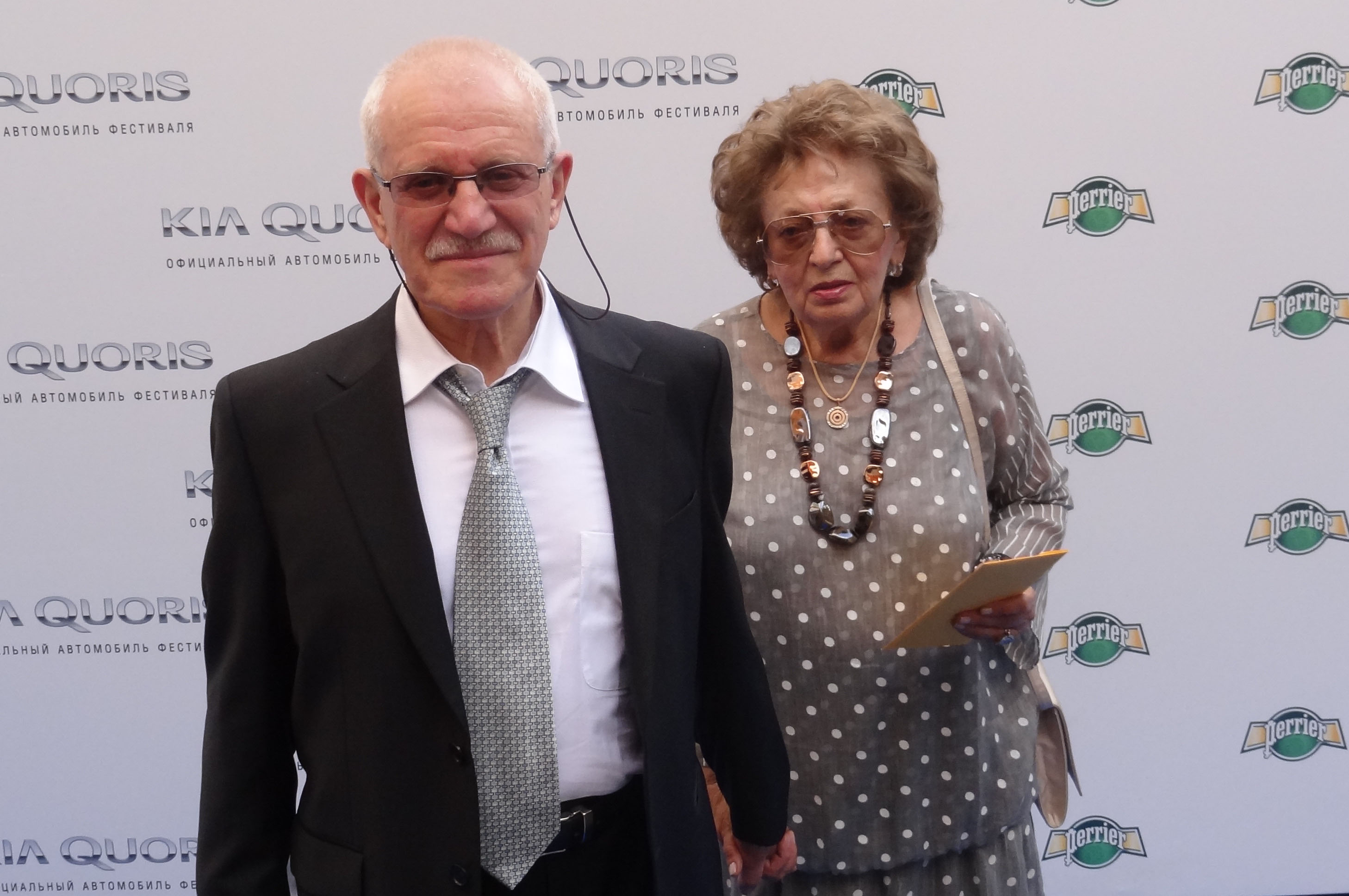
Александр Митта с супругой Лилией Майоровой на кино-фестивале «Кинотавр» в Сочи, 2013 г.

В 1960 году окончил режиссёрский факультет ВГИКа (мастерская Михаила Ромма). Михаил Агурский вспоминал: «Володя Лемпорт слепил мою голову, а выпускник ВГИКа Саша Рабинович, превратившийся потом в Александра Митту, сделал её сюжетом своей дипломной кинокартины, где были сняты оригинал и скульптура».
Снялся в фильмах Марлена Хуциева «Мне двадцать лет» («Застава Ильича») и «Июльский дождь».
В 1970—1990-х годах руководил режиссёрскими мастерскими на Высших курсах сценаристов и режиссёров. Преподавал в Гамбурге и московской «Школе-студии Александра Митты».
Был председателем жюри IV Конкурса студенческих фильмов на соискание национальной премии «Святая Анна», членом Союза кинематографистов России и членом правления Гильдии кинорежиссёров России.
Автор книги «Кино между адом и раем».

### Смерть
Умер 14 июля 2025 года в возрасте 92 лет в московском хосписе после продолжительной болезни — рака почки.
Прощание состоялось 17 июля в Центральном доме литераторов, затем прошла кремация. Урна с прахом захоронена на Новом Донском кладбище в Москве, рядом с могилой супруги Лилии Майоровой.

## Общественная позиция
Александр Митта высказывался по вопросам, связанным с общественно-политической ситуацией. В 2014 году он поддержал аннексию Крыма, заявив: «Крым — это русское, а точнее — советское место», отметив, что на полуострове он работал и снимал фильмы.
Также Митта критически оценивал состояние современной российской киноиндустрии, указывая на избыточную бюрократизацию и формальный подход к поддержке кинематографа. Он подчёркивал важность творческой свободы и развития кинообразования.
Позиция Митты сочетала элементы патриотизма с акцентом на культурные и профессиональные вопросы.

## Семья
Жена — Лилия Моисеевна Майорова (6 февраля 1928 — 14 ноября 2022), художник, работала в издательстве «Малыш», Театре кукол имени С. В. Образцова. Похоронена на Новом Донском кладбище в Москве.
Сын — Евгений Митта, художник. Внуки — Александр и Ева.
Двоюродный брат — Вениамин Баснер, композитор.

## Фильмография
| 1960 | В дереве, в глине, в камне (короткометражный)       | зелёная ✓ |           |                      |                                                  | |
| 1961 | Друг мой, Колька!                                   | зелёная ✓ |           |                      |                                                  | Сорежиссёр (совместно с А. Салтыковым).                                                                  |
| 1962 | Без страха и упрёка                                 | зелёная ✓ |           |                      |                                                  | |
| 1963 | Большой фитиль (киноальманах)                       | зелёная ✓ |           |                      |                                                  | Новеллы «Сон в руку» и «Увертюра».                                                                       |
| 1964 | Застава Ильича                                      |           |           | актёр                | посетитель выставки (нет в титрах)               | |
| 1965 | Звонят, откройте дверь                              | зелёная ✓ |           |                      |                                                  | |
| 1966 | Июльский дождь                                      |           |           | актёр                | Владик                                           | |
| 1969 | Гори, гори, моя звезда                              | зелёная ✓ | зелёная ✓ |                      |                                                  | Соавтор сценария (совместно с Ю. Дунским и В. Фридом).                                                   |
| 1972 | Точка, точка, запятая…                              | зелёная ✓ | зелёная ✓ |                      |                                                  | Соавтор сценария (совместно с М. Львовским).                                                             |
| 1974 | Москва, любовь моя                                  | зелёная ✓ | зелёная ✓ |                      |                                                  | Сорежиссёр (совместно с К. Ёсидой), участие в написании сценария (авторы — Э. Радзинский и Т. Касикура). |
| 1976 | Сказ про то, как царь Пётр арапа женил              | зелёная ✓ | зелёная ✓ |                      |                                                  | Соавтор сценария (совместно с Ю. Дунским и В. Фридом).                                                   |
| 1977 | Клоуны и дети (короткометражный)                    | зелёная ✓ | зелёная ✓ |                      |                                                  | |
| 1979 | Экипаж                                              | зелёная ✓ | зелёная ✓ |                      |                                                  | Соавтор сценария (совместно с Ю. Дунским и В. Фридом).                                                   |
| 1982 | Сказка странствий                                   | зелёная ✓ | зелёная ✓ |                      |                                                  | Соавтор сценария (совместно с Ю. Дунским и В. Фридом).                                                   |
| 1988 | Шаг                                                 | зелёная ✓ | зелёная ✓ |                      |                                                  | Соавтор сценария (совместно с В. Мережко, В. Цветовым и Ё. Ивамой).                                      |
| 1990 | А в России опять окаянные дни                       |           | зелёная ✓ |                      |                                                  | Соавтор сценария (совместно с Э. Володарским).                                                           |
| 1991 | Затерянный в Сибири                                 | зелёная ✓ | зелёная ✓ |                      |                                                  | Соавтор сценария (совместно с В. Фридом, Ю. Коротковым и Дж. Брабазоном).                                |
| 1994 | Альфред Шнитке. Портрет с друзьями (документальный) | зелёная ✓ | зелёная ✓ |                      |                                                  | |
| 2000 | Граница. Таёжный роман (телесериал)                 | зелёная ✓ | зелёная ✓ | продюсер, актёр      | пассажир поезда, проигравшийся в карты           | Соавтор сценария (совместно с З. Кудрей, М. Стишовым, Ю. Каменецким и Э. Щедриным).                      |
| 2002 | Раскалённая суббота                                 | зелёная ✓ | зелёная ✓ | продюсер, актёр      | водитель с женой                                 | Соавтор сценария (при участии З. Кудри).                                                                 |
| 2004 | Лебединый рай (телесериал)                          | зелёная ✓ | зелёная ✓ |                      |                                                  | Соавтор сценария (совместно с К. Мещеряковой, при участии З. Кудри).                                     |
| 2008 | Холодное солнце                                     |           | зелёная ✓ |                      |                                                  | Соавтор сценария (совместно с Ю. Израновой).                                                             |
| 2010 | Дом Солнца                                          |           |           | актёр                | посетитель выставки                              | |
| 2013 | Шагал — Малевич                                     | зелёная ✓ | зелёная ✓ | генеральный продюсер |                                                  | |
| 2016 | Экипаж                                              |           |           | актёр                | сотрудник учебного лётного центра (нет в титрах) | |

## Участие в документальных фильмах
Начиная с 1987 года участвовал в съёмках документальных фильмов, таких как:
- 1987 — Четыре встречи с Владимиром Высоцким
- 2000 — Граница. Таёжный роман. Послесловие
- 2005 — Борис Чайковский. Он жил у музыки в плену
- 2005 — Шпаликов: Людей теряют только раз…
- 2005 — Леонид Филатов
- 2005—2006 — Как уходили кумиры
- 2006 — Олег Ефремов
- 2006 — Любовь Соколова
- 2006 — Борис Барнет. Легенда о режиссёре
- 2006 — Владимир Басов. Дуремар и красавицы
- 2006 — Евгений Леонов. А слёзы капали…
- 2006 — Евгений Леонов. Исповедь.
- 2006 — Леонид Филатов. Я не могу больше жить
- 2007 — 1950-е: Иван Пырьев. Иван-строитель/5-я серия
- 2007 — История киноначальников, или Строители и перестройщики
- 2008 — Владимир Высоцкий и Марина Влади. Последний поцелуй
- 2008 — От лица зрителя/Фильм-Пролог
- 2008 — Фабрика чудес
- 2009 — Великие комбинаторы
- 2010 — Всегда ваш, товарищ Сухов
- 2010 — Огненный рейс. Как это было.
- 2011 — Александр Митта и Лиля Майорова/Наказание праздником
- 2011 — Больше, чем любовь
- 2011 — Я боюсь, что меня разлюбят. Андрей Миронов
- 2019 — ВГИК100. Признание в любви

В 2006 году подготовил документальные фильмы об актёрах Олеге Ефремове, Борисе Барнете, Владимире Басове, Леониде Филатове и двухсерийный документальный цикл про Евгения Леонова.

## Литературные произведения
- Митта А. Витя в тигровой шкуре — М.: Издательство «Детский мир», 1960. — 50 с[38].
- Митта А. Прилетели марсиане — М.: Издательство «Детский мир», 1960. — 52 с[39].
- Митта А. Чудо-кровать — М.: Издательство «Детский мир», 1962. — 20 с[40].
- Дунский Ю., Фрид. В, Митта А. Экипаж — М.: Издательство «Крим-пресс», 1994. — 544 с. — ISBN 5-85701-054-3
- Митта А. Кино между адом и раем. Кино по Эйзенштейну, Чехову, Шекспиру, Куросаве, Феллини, Хичкоку, Тарковскому... — М.: Издательский дом «Подкова», 1999. — 480 с. — ISBN 5-89517-031-5

## Награды и звания
- За фильм «Друг мой, Колька!»:
  - премия кинокритики за лучший фильм 1961 года;
  - премия на Международном кинофестивале в Лондоне (1961).
- За фильм «Звонят, откройте дверь»:
  - Гран-при «Золотой Лев святого Марка» и приз католического жюри на XVIII МКФ фильмов для детей в Венеции;
  - премия Московского комсомола (1966).
- За фильм «Точка, точка, запятая…»:
  - «Серебряный приз» в конкурсе детских фильмов на VIII МКФ в Москве (1972);
  - главная премия на IV «Параде детских фильмов» в Белграде (1972);
  - «Серебряная сирена» — отборочная премия фестиваля советских фильмов в Сорренто (1972);
  - приз Международного кинофестиваля детских фильмов в Салерно (1972);
  - премия Ленинского комсомола (1972);
  - лауреат Всесоюзного кинофестиваля в номинации «Призы среди детских фильмов» за 1973 год.
- Заслуженный деятель искусств РСФСР (1974).
- Лауреат Всесоюзного кинофестиваля в номинации «Премии кинофестиваля» за 1980 год.
- Государственная премия Российской Федерации в области литературы и искусства (10 июня 2002 года) — за сценарий к многосерийному телевизионному художественному фильму «Граница. Таёжный роман» (в соавторстве с Зоей Кудря)[41].
- Телевизионная премия «ТЭФИ» (номинация «Сценарист», 2001) — за сценарий к многосерийному телевизионному художественному фильму «Граница. Таёжный роман» (в соавторстве с Зоей Кудря)[42].
- Кинопремия «Ника» (номинант в номинации «Лучшая сценарная работа», 2002) — за сценарий к многосерийному телевизионному художественному фильму «Граница. Таёжный роман» (в соавторстве с Зоей Кудря).
- Народный артист Российской Федерации (19 июля 2004 года) — за большие заслуги в области искусства[4].
- Орден «За заслуги перед Отечеством» IV степени (29 марта 2008 года) — за большой вклад в развитие отечественного киноискусства и многолетнюю творческую деятельность[43]
- Почётный член Российской академии художеств[44].
- Специальный приз «За вклад в кинематограф»[45] XXIV открытого российского кинофестиваля «Кинотавр» в 2013 году — «Выдающемуся кинорежиссёру, строгому воспитателю, озорному выдумщику»[46][47].
- Почётный приз IV онлайн-кинофестиваля «Дубль дв@» «За выдающийся вклад в киноискусство» (2013)[48].
- Почётный приз 2-го Московского еврейского кинофестиваля «За выдающийся вклад в развитие еврейского кино в России»[49].
- Нагрудный знак Российской Федерации «За вклад в российскую культуру» (2018, Министерство культуры Российской Федерации)[50].
- Орден «За заслуги перед Отечеством» III степени (22 июля 2024 года) — за большой вклад в развитие отечественной культуры и искусства, многолетнюю плодотворную деятельность[51].

## Прочее
Поддержал аннексию Крыма Россией в 2014 году, при этом отметив, что ему не понравилось, что это отвлекает многих от других проблем, стоящих перед Россией.
В 2016 году стал председателем жюри 2-го Московского еврейского кинофестиваля. С 2017 года был членом Общественного совета Московского еврейского кинофестиваля.

## Комментарии
1. ↑  Её единокровный брат по отцу — литературовед Михаил Белович Ландор (1935—1998).
2. ↑  В интервью Митта указывает упрощённо-уменьшительное имя — Нарсей.

### Интервью
- Когда б вы знали, из какого сюра… Российская газета, №4624. rg.ru (28 марта 2008). Дата обращения: 24 марта 2013.
- Ларина К. Интервью Александра Митты радио «Эхо Москвы». Дифирамб. echo.msk.ru (4 мая 2008). Дата обращения: 24 марта 2013. Архивировано 4 апреля 2013 года.
- Интервью Александра Митты каналу «Москва 24» (авторская программа Евгения Додолева «Правда-24», 2015)